# Montfermeil
Montfermeil é uma comuna situada nos subúrbios de Paris. Está localizada a 17,2 km do centro da capital francesa. Montfermeil é famosa por abrigar a pousada Thénardier, da peça Les Misérables.
A estação de trem ferroviário, Montfermeil Le Chenay - Gagny, situada na cidade vizinha de Gagny, liga o centro da capital às proximidades de Montfermeil. Até 2005, a cidade registrou cerca 26.100 habitantes.

## Transportes
A cidade é servida por 2 estações de tramway:
- Notre-Dame des Anges - linha T4
- Arboretum - linha T4
- Hôpital de Montfermeil - linha T4